# Carbondale (Indiana)
Pour les articles homonymes, voir Carbondale.
Carbondale est une communauté non incorporée située dans le Liberty Township (en), comté de Warren, dans l'Indiana. Elle est située juste à l'est de l'intersection entre les routes US 41 et SR 63 (en), à plus de 9 km au nord-nord-ouest du siège de comté de Warren, Williamsport. Le ruisseau Big Pine Creek s'écoule à environ 2,4 km à l'est de la localité.

## Histoire
Cette localité avait un bureau de poste et était connue sous le nom de Clark's Cross Roads dès 1846 ; elle fut renommée Free Hall par la suite ; une fois du charbon découvert dans les environs, elle acquit son nom actuel, en 1873,. La première maison fut bâtie en 1854 par John Thompson ; une autre fut édifiée l'année suivante par Andrew Brier. Une église fut construite en 1867.